# My Horse & Me
My Horse & Me is een computerspel ontwikkeld door W!Game. Het spel werd in 2007 uitgebracht voor meerdere platforms.
My Horse & Me is een simulatiegame voor paardenshows. Het spel bevat een uitgebreide trainingsmodus en een kampioenschapsmodus, bestaande uit meer dan 30 races. Tijdens de evenementen kan de speler medailles verdienen (brons, zilver en goud). Door deze medailles te verdienen, kan de speler nieuwe paarden, kleding en accessoires voor zijn personages ontgrendelen. De game bevat ook een breed scala aan minigames, zoals:
- Memory Lane, een minigame waarbij de speler een aantal voorwerpen in volgorde moet onthouden.
- Kip en maïs, een minigame waarbij de speler maïs moet beschermen tegen kippen die het proberen op te eten.

My Horse & Me bevat ook een uitgebreide verzorgingsmodus, waarbij de speler het paard kan reinigen met een verschillende hulpmiddelen, zoals een slang, een spons, een harde en een zachte borstel. Door het paard op de juiste manier schoon te maken, ontgrendeld de speler ook weer nieuwe kleding en accessoires.